# Meherban Karim
Meherban Karim (Shimshal, Pakistán; 21 de enero de 1979 - K2, Pakistán; 2 de agosto de 2008) fue un alpinista paquistaní. Perdió la vida, junto con otros 10 montañeros, en el desastre del K2 de 2008, tras una avalancha en lo que fue uno de los accidentes más mortíferos de la historia del alpinismo en esta montaña. Hizo cumbre en varios ochomiles: K2, Nanga Parbat y Gasherbrum II (todos ellos sin oxígeno).

## Primeros años
Meherban Karim nació en el valle de Shimshal, en el distrito de Hunza-Nagar de Gilgit-Baltistán (Pakistán). Pasó su infancia en el valle de Shimshal, donde exploró las montañas y se interesó por el alpinismo.

## Carrera
Karim empezó su carrera de alpinista en 1997 al hacer cumbre en el Mingligh Sar a los 18 años. Después aprendió las técnicas del alpinismo en el valle de Shimshal con Rajab Shah y Meherban Shah. Hizo cumbre en el Gasherbrum II en 2003, en el Nanga Parbat en 2005 y en el K2 en 2008 sin utilizar oxígeno suplementario.

### Gasherbrum II
En 2002, Karim hizo su primer intento en un ochomil escalando el Broad Peak, pero no lo consiguió debido a las malas condiciones meteorológicas. En 2003, escaló el Gasherbrum II en una expedición dirigida por Marin Gogglemann, convirtiéndose en su primer intento con éxito en un ochomil. Hizo cumbre sin utilizar oxígeno suplementario a la edad de 23 años.

### Nanga Parbat
En el verano de 2005, Karim y Hugues d'Aubarède alcanzaron el campo 4 acompañados por Edurne Pasaban. Tras una larga y continua ascensión, llegaron a la cumbre a las 9 de la mañana sin utilizar oxígeno suplementario. Comenzaron el descenso juntos. Por el camino, Edurne y Hugh se quedaron en el Campo IV. Tras un ascenso continuado de 16 horas sin oxígeno, Karim llegó al campo base a las 18 horas local. Hizo cumbre en el Nanga Parbat desde el campo IV y llegó al campo base de un empujón.

### Nanga Parbat (intento invernal)

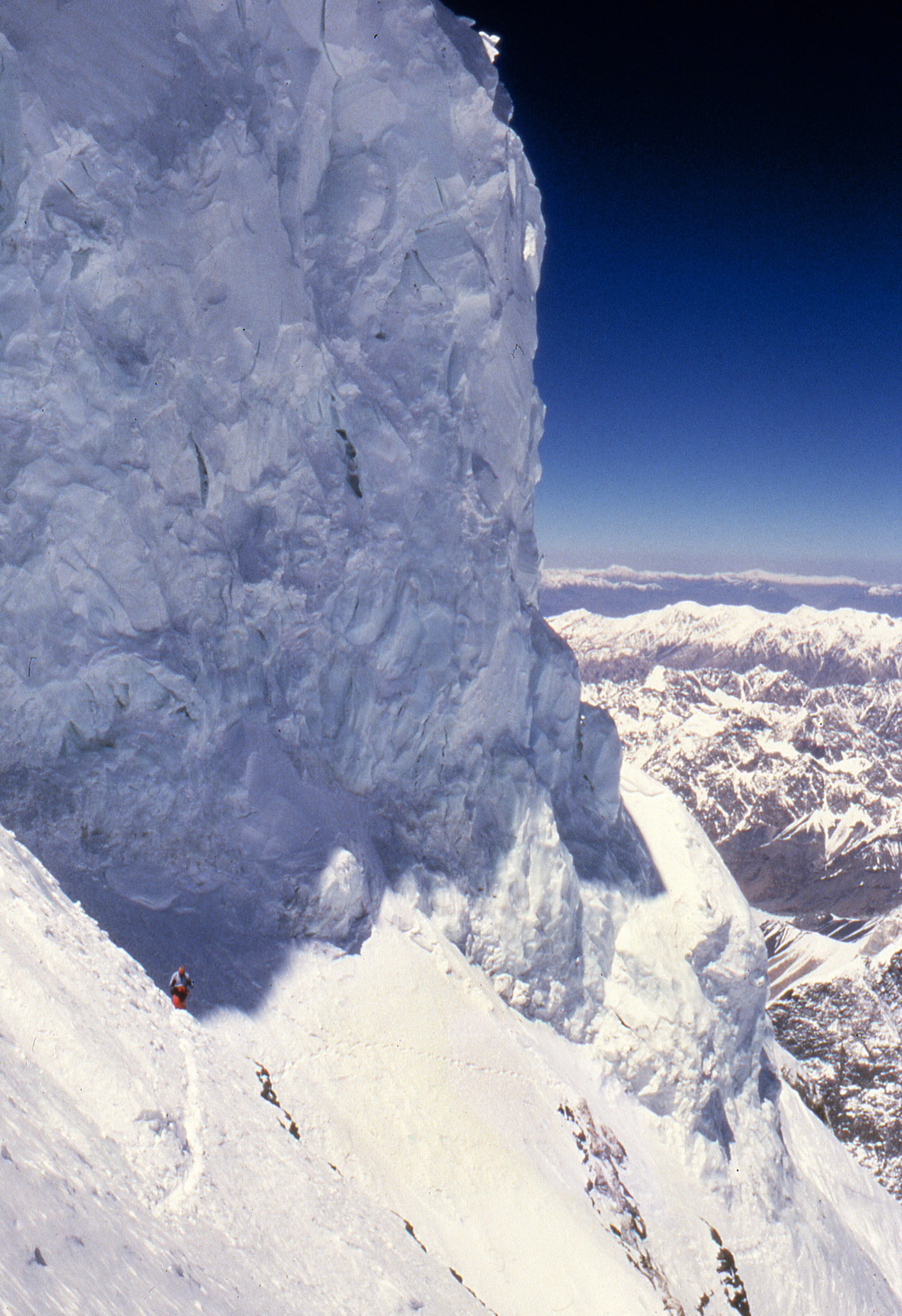
Seracs sobre el cuello de botella del K2.

En 2007, fue alabado por el alpinista Simone La Terra por la ascensión invernal al Nanga Parbat, que no tuvo éxito. Llegaron al campo base estándar el 3 de diciembre y establecieron el campo 1 de la ruta Kinshofer a 6 000 metros con temperaturas de -35 grados centígrados. Los fuertes vientos invernales de la noche del 21 se llevaron todo lo que había en la tienda-cocina del campamento base. La expedición se suspendió.

### K2
Hugues D'Aubarede contrató a Karim para escalar el K2 en 2006 y 2007, pero ambas expediciones se suspendieron debido a las duras condiciones meteorológicas. En el verano de 2008, la pareja realizó con éxito su tercer intento de ascensión al K2, pero ambos murieron en una avalancha mientras descendían. Karim había hecho cumbre en el K2 sin utilizar oxígeno suplementario.

## Muerte
Karim hizo cumbre en el K2 el 1 de agosto de 2008 y murió en el descenso cerca del cuello de botella el 2 de agosto de 2008, a los 29 años de edad, en un accidente de escalada mientras participaba en una expedición internacional.